# Холин
Холи́н (от греч. χολή «жёлчь») — органическое соединение, четвертичное аммониевое основание, катион 2-гидроксиэтилтриметиламмония, [(CH3)3N+CH2CH2OH] X−. Является предшественником нейромедиатора ацетилхолина. Ранее (в 1930-х) получил название витамин B4. По современным представлениям витамином не является.

## Свойства
Холин в виде основания представляет собой очень гигроскопичные бесцветные кристаллы, хорошо растворимые в воде, этаноле, хуже растворимые в амиловом спирте, ацетоне и хлороформе, нерастворимые в диэтиловом эфире, сероуглероде, четырёххлористом углероде, бензоле.
Разбавленные растворы холина стабильны при температурах до 70°С.
Холин является сильным основанием (pKb=5,06), способен вытеснять аммиак из солей аммония и легко образует соли с сильными кислотами.
При дегидратации холина образуется высокотоксичный нейрин. Наличие нейрина в нервных или других тканях указывает на патофизиологические эффекты, связанные с дегенерацией и деструкцией (разрушением) данных тканей (некролитические процессы, гниение).

## Биологическое значение холина
Как сам холин, так и многочисленные образующиеся из него в организме производные выполняют множество физиологических функций в организмах эукариот, включая человека, животных и растения. Среди наиболее важных биологических функций холина — его участие в качестве прекурсора для биосинтеза других важнейших клеточных компонентов и сигнальных молекул, таких, как фосфолипиды, образующие двухслойные мембраны клеток и клеточных органелл, нейромедиатор ацетилхолин, и осмотический регулятор триметилглицин (бетаин)..
Триметилглицин, в свою очередь, может служить донором метильных радикалов в процессе биосинтеза S-аденозил-метионина.

### Холин как прекурсор в биосинтезе фосфолипидов
Холин в организме используется для биосинтеза разнообразных фосфолипидов, таких, как различные фосфатидилхолины и сфингомиелины. Эти фосфолипиды обнаруживаются в составе наружных мембран клеток всех типов, а также в составе мембран большинства типов внутриклеточных органелл. Фосфатидилхолины являются структурно важным компонентом мембран клеток и клеточных органелл. Так, в частности, у человека 40-50 % от общего содержания фосфолипидов в клетках и тканях приходится именно на различные фосфатидилхолины.
Кроме того, холин-содержащие фосфолипиды, вместе с эфирами холестерина, образуют так называемые липидные рафты на поверхности мембран клеток и клеточных органелл. Эти липидные рафты являются пространственно организующими центрами для различных мембранных рецепторов клеток, а также для различных ионных каналов и для мембранно-связанных ферментов, в том числе — ферментов, принимающих участие во внутриклеточных сигнальных путях.
Фосфатидилхолины также необходимы для биосинтеза липопротеинов очень низкой плотности (ЛПОНП). У человека от 70 % до 95 % от общего содержания фосфолипидов в составе ЛПОНП приходится именно на фосфатидилхолины.
Холин также необходим для биосинтеза лёгочного сурфактанта, который представляет собой смесь, преимущественно, разнообразных эфиров фосфатидилхолина. Сурфактант критически необходим как для защиты лёгочной ткани от повреждающих воздействий извне (в том числе от, собственно, кислорода — ибо процесс альвеолярного транспорта кислорода неизбежно сопровождается окислительным стрессом в клетках альвеол), так и для поддержания эластичности стенок альвеол, то есть их способности спадаться при выдохе и снова расправляться при вдохе. Недостаточное содержание сурфактанта в лёгких или дефицит в нём содержания фосфатидилхолинов приводит к развитию острого респираторного дистресс-синдрома (ОРДС) или утяжеляет течение уже имеющегося ОРДС.
Холин также секретируется в желчь, как в свободном виде, так и в виде различных эфиров фосфатидилхолина. Вместе с солями желчных кислот свободный холин и холин-содержащие фосфолипиды принимают участие в омылении и эмульгировании жиров с образованием сначала мельчайших капелек жира, а затем — так называемых «жировых мицелл». Это облегчает воздействие на подобным образом обработанные жиры панкреатического фермента липазы, и тем самым — облегчает расщепление, всасывание и усвоение жиров.

### Холин как прекурсор в биосинтезе ацетилхолина
Холин необходим как прекурсор в биосинтезе нейромедиатора ацетилхолина. Этот нейромедиатор играет важнейшую роль в процессах сокращения мышц, в регуляции памяти и когнитивных функций, в эмбриональном, фетальном и постнатальном развитии мозга, в сохранении и поддержании нейропластичности и во многих других процессах.
Содержание ацетилхолина в тканях очень невелико, по сравнению с содержанием свободного холина или холин-содержащих фосфолипидов. Нейроны, синтезирующие ацетилхолин, запасают для этой цели холин в форме фосфатидилхолинов, а затем, при необходимости, высвобождают холин из фосфолипидов и используют его для биосинтеза ацетилхолина.

### Холин как прекурсор в биосинтезе триметилглицина (бетаина)
В митохондриях клеток человека и животных холин необратимо окисляется с образованием глицина-бетаина альдегида с помощью фермента холин-оксидазы. В дальнейшем глицина-бетаина альдегид окисляется митохондриальной или цитоплазматической бетаин-альдегид-дегидрогеназой с образованием триметилглицина (бетаина). Бетаин является важнейшим осморегулятором, а также донором метильных радикалов для образования S-аденозил-метионина.

## Содержание холина в пище
Холин встречается в пище преимущественно в виде фосфолипидов, в основном фосфатидилхолинов. Небольшое его количество также содержится в некоторых пищевых продуктах в свободном виде. Наиболее высокое содержание холина обнаруживается в мякотных субпродуктах (мозги, печень, почки, сердце, лёгкое) и в яичном желтке. Меньшие его количества обнаруживаются в мясе, злаках, овощах, фруктах и в молочных продуктах. Растительные и животные жиры, используемые для приготовления пищи (например, для жарки), содержат в среднем 5 мг общего холина на каждые 100 г жира.
В США этикетки на пищевых продуктах указывают содержание холина в 100 г продукта и в одной порции продукта в процентах от рекомендованной дневной нормы адекватного потребления холина, которая принята равной 550 мг/сут. Таким образом, если на этикетке указано, что одна порция того или иного продукта содержит 100 % рекомендованной суточной нормы потребления холина — это означает, что в одной порции данного продукта содержится 550 мг холина.
Женское молоко является богатым источником холина для развивающегося младенца, находящегося на полном или частичном грудном (естественном) вскармливании. Исключительно грудное вскармливание приводит к получению организмом младенца в среднем около 120 мг/сут холина. Повышение суточного потребления холина кормящей матерью увеличивает содержание холина в её грудном молоке. И напротив, низкое потребление или дефицит холина в суточном рационе матери уменьшает содержание холина в её грудном молоке.
Смеси для искусственного вскармливания младенцев могут содержать или не содержать достаточно холина для нормального развития младенца. Это зависит от принятых в стране производства и продажи данной смеси регулятивных документов. Так, в США и странах ЕС действующие регулятивные документы предписывают обязательное добавление не менее чем 7 мг холина на каждые 100 ккал энергии, содержащейся в смеси. В то же время избыточная супплементация холином (уровень содержания его в смеси более 50 мг на каждые 100 ккал энергии, содержащейся в смеси) в ЕС также запрещена.
Триметилглицин (бетаин) является одним из функционально важных метаболитов холина. Поэтому триметилглицин способен частично замещать холин в пище и уменьшать потребность организма в холине. Однако триметилглицин не может полностью заменить холин в пище, так как он замещает только ту часть потребности в холине, которая идёт на образование из него триметилглицина и на обеспечение потребностей метилирования, но не другие потребности в холине, такие, как образование фосфолипидов или ацетилхолина.
Высокое содержание триметилглицина обнаруживается, в частности, в таких пищевых продуктах, как пшеничные отруби (1 339 мг / 100 г), поджаренные пророщенные зёрна пшеницы (1 240 мг / 100 г), шпинат (600—645 мг / 100 г).

## Применение
Холин необходим для лечения заболеваний печени и при атеросклерозе.
В медицине для лечения заболеваний печени применяют хлорид холина (англ.). Его вводят также в состав комбикормов сельскохозяйственным животных. Для аналитических целей используют способность холина давать плохо растворимые соли с фосфорновольфрамовой, платинохлористоводородной и некоторыми др. гетерополикислотами.
Холин, его соли и эфиры зарегистрированы в качестве пищевой добавки E1001.

## История открытия холина как химического вещества
В 1849 году немецкий биохимик Адольф Фридрих Людвиг Штреккер впервые сумел выделить из желчи свиней некое белое кристаллическое, очень гигроскопичное, вещество с сильными щелочными свойствами и характерным «аминным» запахом, напоминающим запах гниющего мяса или гниющей рыбы (запах триметиламина). Это и было холина основание. Однако тогда Штреккер решил не давать открытому им веществу никакого названия, сочтя его то ли случайной находкой, то ли уже известным к тому времени триметиламином.
В 1852 году Л. Бабо и М. Хиршбрунн выделили из семян белой горчицы очень похожее по физико-химическим и органолептическим свойствам вещество. Они назвали его «синкалином», в честь горчицы.
В 1862 году Адольф Штреккер повторил свои эксперименты с желчью свиней и быков. Ему снова удалось успешно выделить из желчи обоих видов животных то же вещество, что и в первый раз. Только после этого он впервые предложил для открытого им вещества название «холин», происходящее от греческого слова «холе» — желчь. Ему также удалось корректно идентифицировать элементный состав холина и описать его молекулярной формулой C5H13NO.
В 1850 году французский биохимик Теодор Николас Гобли сумел выделить из головного мозга и икры карпа некое вещество, схожее по физико-химическим свойствам с веществами, ранее выделенными Адольфом Штреккером из желчи, а Л. Бабо с М. Хиршбрунном — из семян горчицы. Он выбрал для выделенного им из икры карпа вещества название «лецитин» — от греческого слова lekithos, обозначающего яичный желток, а для того вещества, которое он выделил из головного мозга карпа — название «церебрин» (тогда он полагал, что это разные вещества).
Позднее, в 1874 году, то есть уже после идентификации Адольфом фон Байером структурной формулы холина, Теодор Гобли сумел доказать, что выделенные им в 1850 году из головного мозга и икры карпа вещества («лецитин» и «церебрин») являются на самом деле смесью различных фосфатидилхолинов.
В 1865 году немецкий биохимик Оскар Либрейх выделил из мозга животных некое дурно пахнущее (с характерным сильным «аминным» запахом, напоминающим уже известный тогда запах триметиламина, одного из продуктов гниения рыбы или мяса), сильно щелочное, очень гигроскопичное белое кристаллическое вещество, которое он назвал «нейрин».
В 1867 году немецкий химик, биохимик и фармаколог Адольф фон Байер впервые сумел корректно определить структурные формулы «нейрина» Оскара Либрейха (то есть холина гидроксида) и полученного из него полусинтетическим путём ацетилхолина.
В том же 1867 году биохимик Владимир Дыбковский из Киева сумел показать, что «нейрин», выделенный в 1865 году из мозга животных Оскаром Либрейхом, и «холин», впервые выделенный в 1849 году Адольфом Штреккером из свиной желчи — тоже представляют собой химически одно и то же вещество.
Также в 1867 году немецкие биохимики Адольф Клаус и Отто Киз сумели доказать, что «нейрин», выделенный в 1865 году из мозга животных Оскаром Либрейхом, и «синкалин», выделенный чуть ранее, в 1852 году, Л. Бабо и М. Хиршбрунном из семян белой горчицы — тоже представляют собой химически одно и то же вещество. После этого за данным веществом окончательно закрепилось название «холин», а за Адольфом Штреккером — слава его первооткрывателя. Годом открытия холина, соответственно, принято считать 1849 год.

## История открытия необходимости поступления экзогенного холина с пищей для здоровья человека и животных
В мае 1932 года канадский биохимик Чарльз Герберт Бест (один из соавторов открытия инсулина) с коллегами показали, что развитие жировой инфильтрации печени у крыс, находящихся на специальной жёстко ограниченной, лишённой фосфолипидов, диете, а также развитие аналогичной проблемы у собак, больных искусственно вызванным (с помощью панкреатэктомии) диабетом 1-го типа — можно предотвратить с помощью введения в их рацион лецитина, полученного из яичного желтка.
Немного позднее, в августе 1932 года, Чарльз Бест с коллегами показали, что этот гепатопротекторный эффект лецитина, получаемого из яичного желтка, всецело обусловлен содержанием в нём холина, а не каких-либо других его компонентов, и что природный лецитин из яичного желтка может быть с успехом заменен синтетическим холином, без снижения гепатопротекторного эффекта.
В 1998 году Национальная Академия медицинских наук США, основываясь на полученных к этому времени научных данных о необходимости достаточного поступления экзогенного холина с пищей для сохранения и поддержания здоровья человека и животных, опубликовала новую версию официальных диетических рекомендаций для населения США, в которых впервые были указаны рекомендованные минимальные нормы суточного потребления холина для человека.